# Astylosternus
Astylosternus és un gènere de granotes de la família Astylosternidae.

## Taxonomia
- Astylosternus batesi
- Astylosternus diadematus
- Astylosternus fallax
- Astylosternus laurenti
- Astylosternus montanus
- Astylosternus nganhanus
- Astylosternus occidentalis
- Astylosternus perreti
- Astylosternus ranoides
- Astylosternus rheophilus
- Astylosternus schioetzi